# Bia (grekisk mytologi)
Bia (grekiska våldet) var i grekisk mytologi dotter till Pallas och Styx, och tillsammans med Kratos följeslagare till Zeus.